# 드래곤여단
드래곤여단(Dragon Brigade)은 제18(XVIII)공수군단의 여단급 본부부대이자, 전투지원여단이었다. 이 여단은 때때로 본부사령부로도 언급되았다.

## 임무
1. 주둔지와 전개한 지역 안의 전개하는 제대군단 본부부대와 같은 14개 지정된 부대를 지휘통제한다
2. 합동 및 연합환경에서의 안정적인 전투를 위해 군단 전방, 주, 후방 지휘소를 전세계에 설치하고 지원한다.
3. 군단의 보조 메인 지휘소를 전개하는데 대비한다
4. 전방지역 안에 군단 본부가 전개하였을 때, 기지캠프를 지휘통제와 무력으로 방호한다.

## 역사
드래곤여단은 1983년에 군단 본부와 주, 후방 지휘소, 지휘통제부대를 지원하는데 대응하는 부대로서 창설되었다. 
드래곤여단은 제269항공대대 (1977); 제68방공포병, 3대대 (1979); 본부 및 특수병력대대 (1986); 제58항공교통관제대대 (1986)를 배속받으므로서 여단급 상태를 기록하였다. 여단은 상당한 중요한 변화를 겪었다. 제269항공대대, 제58항공교통관제대대, 시몬스 비해장은 다른 주요예하사령부으로 전속하였다. 제68방공포병, 3대대 (HAWK)는 제52방공포병, 2대대 (HAWK)로 재편성되었고, 이후에 해산하였다. 임시 특수병력대대, 본부는 두개의 분리된 중대로 재조직화되었다: 미국 육군 주둔지, 본부 및 본부중대, 그리고 제18(XVIII)공수군단, 본부 및 본부중대. 남은 부대인 제18(XVIII)공수군단 부사관학교, 제112통신대대, 미국 공군 제18기상대대, 제101화학중대(연막/Decon), 제1전장협조분견대(1st BCD), 제18병기중대 (EOD), 제22이동공보분견대 (22nd MPAD), 제1화학분견대, 지상첩보지원처, 그외 배속부대 55개가 넘는 주특기(MOS)를 가진 약 1천명의 장병들이 드래곤여단에 배속되었거나 지원하였다.
1990년 12월과 1991년 1월 동안 제2차 세계 대전 이후 최대 규모의 공격 작전인 Operation END RUN에서 1990년 12월과 1991년 1월에 걸친 군단의 서북쪽으로의 진격인  후방지휘소(CRCP)의 역사적 사건이자 뛰어난 성과를 보였다.
1991년 3월부터 6월까지, CRCP는 4만점 가까운 장비와 약 12만명의 군단원들의 재전개를 지휘통제하였다.
2006년 6월 9일, 드래곤 여단은 해체되었다. 모듈러여단 편제가 도입됨에 따라 부대가 통폐합되거나, 창설된 같은 특기를 가진 여단으로 전속하였다. 그리고 시설관리국이 사령부로 커지면서 모든 주둔지 관리부대를 통제하게 되었고, 드래곤여단에 배속되어 있던 포트 브래그의 주둔지 관리부대 또한 넘겨졌다. 본부부대의 상한선은 대대로 내려가게 됨으로써, 여단급 본부부대는 더는 존재하지 않게 되었다.

## 여단장
- 대령 Gerald R.  Harkins 제랄드 R. 하킨스[*]; 1991년
- 대령 Phillip E. Oates 필립 E. 오어테스[*]; 1994년 6월 ~ 1996년 8월[2]
- 대령 Richard D. Hooker 리처드 D. 후커[*]; 2001년 ~ 2004년[3]

## 부대

### 마지막
- 특수병력대대
  - 제18(XVIII)공수군단, 본부 및 본부중대
  - 포트 브래그, 본부
- 제83화학대대; 1993년 10월 1일 노스캐롤라이나주 포트 브래그에서 재소집됨.[4]
- 제1112통신대대
- 제1전장협조분견대
- 제1화학분견대
- 제18병기중대 (EOD)
- 제202병기중대 (EOD)
- 제777정비중대
- 제101화학중대
- 제318화학중대
- 제18기상대대 (공군)
- 제22이동공보분견대 (MPAD)
- 제108방공포병연대
- 제139후방전술작전사령부
- 지상첩보지원처
- 고급공수학교
- 제18(XVIII)공수군단 부사관학교

### 1983년
- 사령부 본부(HQ Commandant)
  - 본부 및 본부중대
  - 제49공보소대 (Public Info)
  - 제1화학분견대 (NBC)
- 제58항공교통관제대대 (군단)
- 제269항공대대 (전투)
  - 제18항공중대 (Helo) (군단)
  - 제196항공중대 (AHC)
- 제68방공포병연대, 3대대

## 계보
- 1941년 5월 1일, 144th Service Command→제144근무사령부
- 1947년 8월, 3420th Area Service Unit→제3420지역근무부대, 본부
- 1957년 1월 10일, Headquarters, Special Troops→특수병력, 본부
- 1970년 8월 14일, Headquarters, United States Army Garrison→미국 육군 주둔지, 본부
- 1970년 9월 2일, Headquarters Command, XVIII Airborne Corps and Fort Bragg→제18(XVIII)공수군단 및 포트 브래그, 본부사령부
- 1983년 9월 15일 Headquarters and Headquarters Company, Dragon Brigade→드래곤 여단, 본부 및 본부중대

## 참고

### 인용
1. ↑  “‘Dragon Brigade’ inactivated during Fort Bragg ceremony Preston man’s son commanded unit” (영어). The Star Democrat. 2006년 6월 29일. 2023년 1월 16일에 확인함.
2. ↑  “Major General Phillip E. Oates” (영어). Arlington, VA: General Officer Management Office, National Guard Bureau. 2023년 1월 16일에 확인함.
3. ↑  “Col Hooker Jr. returns from Iraq” (영어). Star Democrat. 2006년 1월 24일. 2023년 1월 16일에 확인함.
4. ↑  “Headquarters and Headquarters Detachment, 83d Chemical Battalion” (영어). Center of Military History. 2018년 3월 26일. 2023년 6월 25일에 확인함.
5. ↑  Raines 2010, 41쪽.

### 자료
- “Dragon Brigade - XVIII Airborne Corps”. 《globalsecurity.org》 (영어). 2023년 1월 16일에 확인함.
- “History of the Dragon Brigade” (영어). 2005년 11월 26일에 원본 문서에서 보존된 문서. 2023년 1월 16일에 확인함.
- Raines Jr., Edgar F. (2010년 8월 17일). 〈1: Behind the Scenes〉. 《The Rucksack War: U.S. Army Operational Logistics in Grenada, 1983》 (PDF) (영어). Washington, D.C.: Center of Military History United States Army. 41쪽. 2023년 5월 22일에 확인함.
- Drew Brooks (2014년 1월 19일). “18th Airborne Corps: Scholarships available for family members” (영어). Fayetteville Observer. 2023년 5월 22일에 확인함.